# Ned Kelly

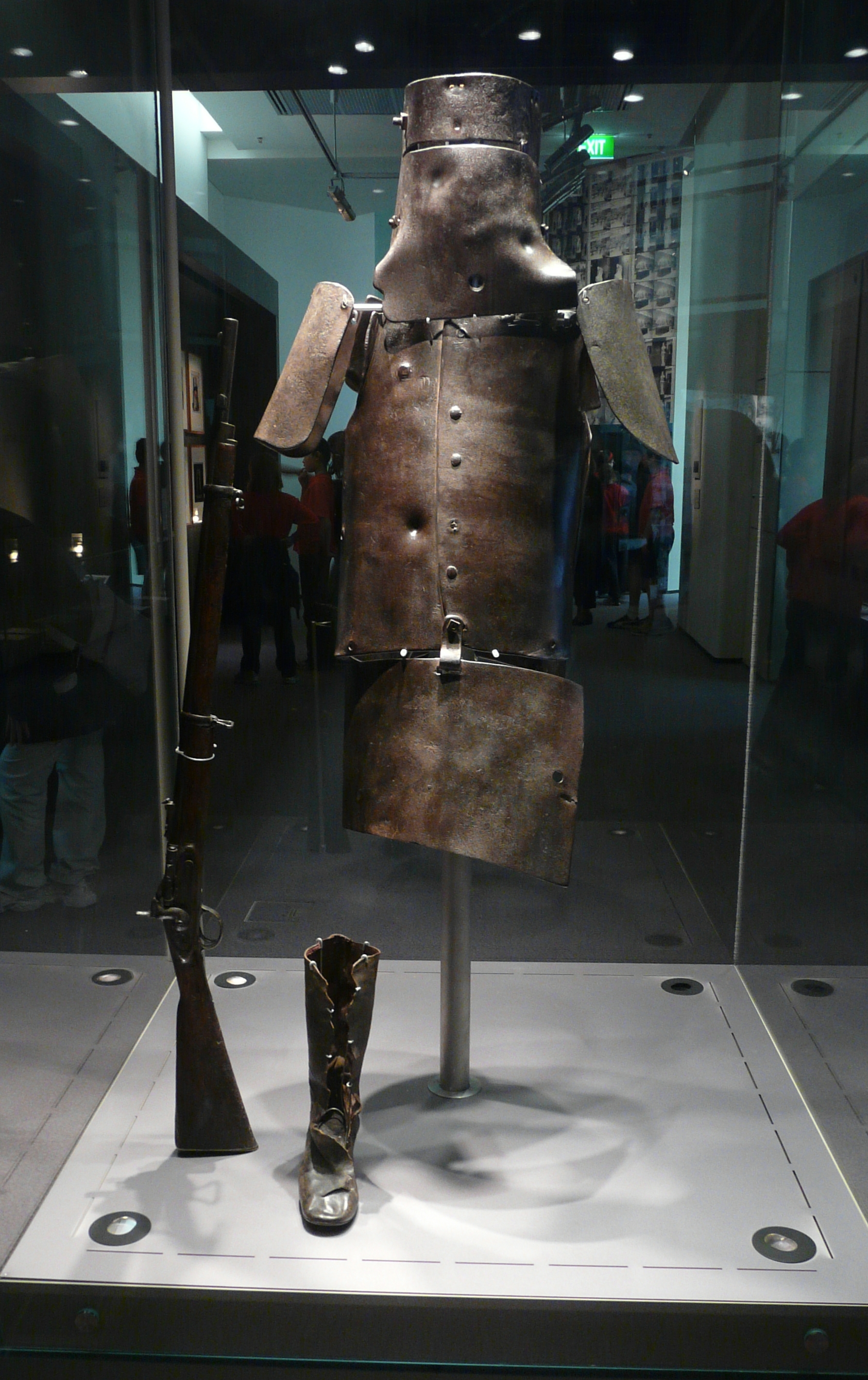
Zbroja gangu Kelly'ego w Biblioteka Stanowa Wiktorii

Ned Kelly, właśc. Edward Kelly (ur. 3 czerwca 1854, zm. 11 listopada 1880) – australijski bandyta.

## Życiorys
Był synem irlandzkiego złodzieja, który został skazany na banicję do australijskiej kolonii karnej.
Razem ze swoją bandą (Kelly Gang) przemierzał Australię, dokonując przez ponad dwa lata napadów rabunkowych i ograbiając banki. W momencie schwytania Kelly miał na sobie domowej roboty zbroję (ważącą około 44 kg), na tyle grubą, że nie mogły jej przebić pociski z ówczesnej broni palnej. Został pojmany po wielu trafieniach w nogi, których zbroja nie chroniła. Został powieszony w 1880.
Przez wielu Australijczyków był postrzegany jako „ofiara systemu”, przed jego egzekucją zebrano 32 tys. podpisów protestujących przeciwko wydanej na niego karze śmierci. Już po śmierci Kelly’ego przeprowadzono śledztwo wśród policjantów, którzy zajmowali się jego osobą. W trakcie dochodzenia odkryto wiele nadużyć i przypadków łamania prawa, część funkcjonariuszy została zwolniona ze służby lub zdegradowana.

## W kulturze
O Kellym napisano szereg książek i nakręcono kilka filmów (m.in. Ned Kelly z Heathem Ledgerem w roli tytułowej). Nawiązania do jego legendy znajdują się również w powieści Anny Brzezińskiej i Grzegorza Wiśniewskiego Za króla, ojczyznę i garść złota. Powieść o nim, zatytułowaną Prawdziwa historia Neda Kelly’ego, napisał Peter Carey. Aluzja do jego postaci znajduje się w książce Ostatni kontynent Terry’ego Pratcheta z serii Świat Dysku – jego wskazówka pomaga w ucieczce z więzienia głównemu bohaterowi, Rincewindowi.